# Marissa Compier
Marissa Compier (24 januari 1992) is een Nederlands voetballer die tot 2013 uitkwam voor ADO Den Haag en FC Utrecht in de Eredivisie Vrouwen.

## Carrière
Compier begon haar voetbalcarrière bij SJC. Later maakte ze de overstap naar Ter Leede uit Sassenheim. In seizoen 2008/09 werd ze kampioen met de club en een jaar later maakte ze haar debuut voor satellietclub ADO Den Haag in de Eredivisie Vrouwen. Dat jaar werd ze wederom kampioen met de club en wist tevens de bekerfinale te behalen, waarin verloren werd van FC Utrecht. In de zomer van 2010 maakte Compier de overstap naar Utrecht, waarmee ze in de seizoensopening tegen AZ direct de Supercup won. In 2012 keerde ze terug naar ADO Den Haag.

### Carrièrestatistieken
| Seizoen         | Club            | Land            | Competitie             | Competitie | Competitie | Beker | Beker | Internationaal | Internationaal | Overig | Overig | Totaal | Totaal |
| Seizoen         | Club            | Land            | Competitie             | Wed.       | Dlp.       | Wed.  | Dlp.  | Wed.           | Dlp.           | Wed.   | Dlp.   | Wed.   | Dlp.   |
| --------------- | --------------- | --------------- | ---------------------- | ---------- | ---------- | ----- | ----- | -------------- | -------------- | ------ | ------ | ------ | ------ |
| 2009/10         | ADO Den Haag    | Nederland       | Eredivisie             | 1          | 0          | 0     | 0     | –              | –              | –      | –      | 1      | 0      |
| 2010/11         | FC Utrecht      | Nederland       | Eredivisie             | 21         | 0          | 0     | 0     | –              | –              | –      | –      | 21     | 0      |
| 2011/12         | FC Utrecht      | Nederland       | Eredivisie             | 3          | 0          | 0     | 0     | –              | –              | –      | –      | 3      | 0      |
| 2012/13         | ADO Den Haag    | Nederland       | BeNe League Orange/WBL | 19         | 0          | 0     | 0     | –              | –              | –      | –      | 19     | 0      |
| Carrière totaal | Carrière totaal | Carrière totaal | Carrière totaal        | 44         | 0          | 0     | 0     | 0              | 0              | 0      | 0      | 44     | 0      |

## Erelijst

### MetFC Utrecht
| Nationaal |    |      |
| Supercup  | 1× | 2010 |